# 관어대
관어대(觀魚臺)는 대한민국 충청북도 영동군 심천면에 있는 건축물이다. 1996년 4월 15일 영동군의 향토유적 제3호로 지정되었다.

## 개요
심천면 약목리와 금정리 도로변에 기암이 우뚝 솟아 양강에 불쑥 튀어나오니, 강물은 대를 휘어 감고 맴돌며, 대는 깎아 세운듯 벼랑을 이루고 송림이 우거져 있어 고기가 노니는 것을 한눈에 볼 수 있는 절경이다.
옛날 민욱이 그 아우 민성과 더불어 이곳에서 놀며, 아래 위로 고기가 노는 모양을 장난하며 보았기에 이름을 관어대라 하였다. 민욱은 조선중기의 학자로 호는 석계이며 영동출신이다. 《관어대》란 현판은 민병석의 친필로서 민병석은 호가 시남으로 조선말기의 문신이며, 시화에 능하고 행서에 뛰어 났다. 둥근기둥 목조기와 팔작집으로 정면 2칸, 9.9m2이다.

## 같이 보기
- 민병석 - 조선 말기의 정치인

## 참고 자료
- 관어대[깨진 링크(과거 내용 찾기)] - 영동군 문화관광